# Моріаго-делла-Батталья
Моріаго-делла-Батталья, Моріаґо-делла-Батталья (італ. Moriago della Battaglia, вен. Moriago deła Bataja) — муніципалітет в Італії, у регіоні Венето, провінція Тревізо.
Моріаго-делла-Батталья розташоване на відстані близько 450 км на північ від Рима, 55 км на північ від Венеції, 26 км на північний захід від Тревізо.
Населення — 2749 осіб (2014).

## Демографія
Населення за роками:

Станом на 1 січня 2023 року в муніципалітеті офіційно проживало 365 іноземців з 26 країн, серед них 27 громадян країн Євросоюзу та 2 громадяни України.

## Сусідні муніципалітети
- Крочетта-дель-Монтелло
- Фарра-ді-Соліго
- Серналья-делла-Батталья
- Відор
- Вольпаго-дель-Монтелло